# Опорна мрежа на Интернет
Опорната мрежа на Интернет може да се дефинира като основните маршрути за данни между големи, стратегически взаимосвързани компютърни мрежи и основни рутери на Интернет. Тези маршрути за данни са съдържани (хоствани) от търговски, правителствени, академични и други мрежови центрове с висок капацитет, точки за обмен на интернет трафик и точки за мрежови достъп, които правят възможен взаимния обмен на Интернет трафик между страните, между отделните континенти и океани. Доставчиците на Интернет, особено за мрежите от Първи разред (Tier 1 networks) участват в обменът на трафик на опорната мрежа на Интернет чрез частно договорени споразумения за взаимно свързване, основно управлявани от принципа на свободно от конкретна уседналост сдвояване (peering).